# Христодул Симонис
Христодул Симонис или Христодул Касандрийски (на гръцки: Χριστόδουλος Σιμώνης, Χριστόδουλος ὁ ἐκ Κασσάνδρας) е новомъченик от XVIII век, почитан като светец от Православната църква.

## Биография
Христодул е роден в халкидическото село Валта. Като малък напуска Валта и се установява в Солун, където става шивач. Христодул научава, че един българин в Солун иска да си смени вярата и да стане мюсюлманин, взима от храма „Свети Атанасий“ един кръст и отива в кафенето, където трябва да се извърши обрязването на българина. Христодул му показва кръста и се опитва безуспешно да го отклони от вероотстъпничеството. Арестуван е от османците и отведен на съд. След като отказва да се откаже от вярата си, на 28 юли 1777 година е обесен пред църквата „Свети Мина“. Тялото му виси два дни на бесилката с кръста от „Свети Атанасий“, след което християните го откупват за 600 пиастри и го погребват.
Паметта на Христодул се тачи на датата на деня на убийството му – 28 юли.